# Walt Disney Television
Первоначальное воплощение Walt Disney Television было названием американского телевизионного производственного подразделения The Walt Disney Company.
Телевисериалы Walt Disney Television транслировались в основном на Disney Channel, Disney Junior, Disney XD и ABC.
Сегодня большинство «старых» сериалов Walt Disney Television — мультсериалы, которые снимаются через Walt Disney Television Inc. (просто известную как «New» Walt Disney Television или просто Disney Television). Последним известным сериалом, снятым Walt Disney Television, был «Умник», который транслировался в течение трёх сезонов с 1997 по 1999 год на ныне закрытом канале WB Television Network. Его сменила It’s a Laugh Productions.

## Предыстория
Хотя изначально в 1930-х годах он не интересовался телевидением, Уолт Дисней изменил взгляд на телевидение, по крайней мере, как рекламный инструмент. Большинство студий получали доход, продавая свои постоянные телевизионные права на фильмы, снятые до 1948 года, в то время как Дисней сохранял права на фильмы компании. Таким образом, Walt Disney Productions была первой кинокомпанией, которая рассматривала телевидение как противника, которая вошла в сферу телевизионного производства. Walt Disney Productions сделала часовой спецвыпуск на Рождество 1950 года для NBC, а затем в 1951 году для CBS. В спецвыпусках использовались диснеевские клипы, короткометражные фильмы и продвигали предстоящий мультфильм «Алиса в Стране чудес». Оба спецвыпуска имели отличные рейтинги. Сети преследовали Disney, чтобы сделать для них сериал. Дисней использовал этот интерес в сериале, чтобы запросить финансирование для Диснейленда, что недавно объединённые American Broadcasting-Paramount Theatres сделали для American Broadcasting Company с эфиром сериала-антологии Диснейленда. Серия «Операция “Подводное море”» принесла Диснею свою первую премию «Эмми». Сериал стал первым сериалом ABC, который попал 20 лучших.
Вступление Диснея в телевидение повлияло на телеиндустрию, так как антологическое шоу Disney ознаменовало переход от прямой трансляции к съёмочной доставке телешоу. Съёмки позволили повысить производственную стоимость. Кроме того, несколько крупных киностудий скопировали формат шоу с MGM Parade и Warner Bros. Presents. Оба шоу длились недолго.
С сериями сериала «Дэви Крокетт», которые привели к высоким продажам товаров, Disney Productions выпустили Клуб Микки Мауса, первую телепрограмму для молодёжной аудитории и ежедневное дневное шоу. В 1957 году Disney сняла сериал «Зорро». Оно продолжалось до 1959 года. В 1961 году Disney разорвала свои условия с ABC и перенесла свою еженедельную программу на NBC, где она проработала почти 20 лет до 1981 года. В течение многих лет её сериал-антология была одной программой Disney на сетевом телевидении. В 1972 году она сотрудничал с группой станций, принадлежащих и управляемых NBC, для запуска сериала The Mouse Factory. Оно длилось недолго, и было закрыто в 1973 году.
В 1975 году Disney начала партнёрство с SFM Media Service Corporation для выхода «Клуба Микки Мауса» на синдикацию, начиная с 1975 года, что привело к новым сериям в 1977 году.
В 1980 году Disney разорвала свою эксклюзивную сделку с NBC и встала в очередь в качестве продюсерской компании для телепрограмм. В следующем году она подписала соглашение о производстве с CBS о выпуске сериала-антологии и добавлении производства новых оригинальных программ. Disney прервала свою 23-летнюю серию продюсирования сериалов-антологий, чтобы создать свое первое телешоу с момента отмены «Зорро» в 1982 году, Herbie the Love Bug, которое длилось всего один сезон на CBS. За ним последовали три недолговечных ситкома — Gun Shy, Small & Frye и Zorro and Son, которые также транслировались на CBS, но не длились долго, что привело к краху сериалов-антологий в 1983 году.

## История
Walt Disney Television была основана в 1983 году под названием Walt Disney Pictures Television Division, в 1988 году название было сокращено до Walt Disney Television. До 1983 года диснеевские сериалом транслировались под знаменем материнской компании, которая тогда называлась Walt Disney Productions. Disney сняла свои первые в 1985 году, это Wildside, которая снималась под лейблом Touchstone Films (ныне ABC Signature), и два мультсериала The Wuzzles на CBS и «Приключения мишек Гамми» на NBC.
В августе 1994 года, с уходом председателя Walt Disney Studios Джеффри Катценберга, его кинематографический развлекательный бизнес был разделён на две части, при этом Walt Disney Pictures продолжила работу над фильмами а недавно созданная Walt Disney Television and Telecommunications для телевидения под руководством Джо Рота и Ричарда Фрэнка соответственно.
В то время, когда Disney объединилась с Capital Cities/ABC, Disney Television была частью Walt Disney Television and Telecommunications. После ухода президента Walt Disney Television and Telecommunications Денниса Хайтауэра в апреле 1996 года и продолжающейся реорганизации после слияния Walt Disney Television (вместе со своим анимационным подразделением) было переведено обратно в The Walt Disney Studios.
Телевизионная группа Walt Disney после ухода своего президента Дина Валентайна в сентябре 1997 года была разделена на две части: Walt Disney Television и Walt Disney Network Television, отчитывая председателю Walt Disney Studios Джо Роту. Walt Disney Television будет возглавлять Чарльз Хиршхорн в качестве президента и состояла из Disney Telefilms для ABC, прямого видеоблока и Walt Disney Television Animation. Walt Disney Network Television будет заниматься программированием в прайм-тайм во главе с Дэвидом Нейманом в качестве президента. Нойман также был назначен президентом Touchstone Television. В марте 1998 года Walt Disney Network Television была переведена в Buena Vista TV Productions, недавно сформированную группу под руководством председателя Ллойда Брауна, вместе с Touchstone Television. В июне 1998 года Нейман и два его топ-менеджера ушли из-за этой реорганизации.
В конце 1999 года Walt Disney Television Studios (также называемая Buena Vista Television Group или Buena Vista Television Productions) были переведены из Disney Studios в ABC Television Network, чтобы объединиться с подразделением ABC в прайм-тайм ABC Entertainment, образовав ABC Entertainment Television Group. Walt Disney Television Studios позже была объединена с Touchstone Television (став ABC Studios, ныне известной как ABC Signature) в 2000 году, а её название продолжало использоваться в новых мультфильмах от Walt Disney Television Animation (ныне Disney Television Animation, которая в настоящее время является подразделением Disney Channels Worldwide) до 2003 года, когда Disney объединила производственную телекомпанию с подразделением телевизионной анимации и Touchstone Television (теперь ABC Signature).

## Названия
- Walt Disney Pictures Television Division (1983–1985)
- Walt Disney Pictures Television (1985–1986)
- Walt Disney Television (1985–2003) (стало нынешним названием подразделений телевизионных активов в 2019 году)
- Walt Disney Pictures and Television (1988–2007)